# 伏爾加鎮區 (克萊頓縣)
伏尔加鎮區（Volga Township），美国艾奥瓦州克莱顿县的一个鎮區，总面积101.09平方公里，总人口551（2000年美国人口普查）。